# Quận Morrill, Nebraska
Quận Morrill là một quận thuộc tiểu bang Nebraska, Hoa Kỳ.
Quận này được đặt tên theo. Theo điều tra dân số của Cục điều tra dân số Hoa Kỳ năm 2000, quận có dân số 5440 người. Quận lỵ đóng ở Bridgeport6.

## Địa lý
Theo Cục điều tra dân số Hoa Kỳ, quận có diện tích 3703 km2, trong đó có 16 km2 là diện tích mặt nước.

### Quận giáp ranh
- Quận Box Butte, Nebraska - bắc
- Quận Sheridan, Nebraska - đông bắc
- Quận Garden, Nebraska - đông
- Quận Cheyenne, Nebraska - nam
- Quận Banner, Nebraska - tây
- Quận Scotts Bluff, Nebraska - tây

## Thông tin nhân khẩu
Theo điều tra dân 2 năm 2000, quận đã có dân số 5.440 người, 2.138 hộ gia đình, và 1.494 gia đình sống trong quận Morrill. Mật độ dân số là 4 người trên một dặm vuông (1/km ²). Có 2.460 đơn vị nhà ở với mật độ trung bình 2 trên một dặm vuông (1/km ²). Cơ cấu điểm chủng tộc của dân cư quận gồm có 93,68% người da trắng, 0,07% da đen hay Mỹ gốc Phi, 0,72% người Mỹ bản xứ, 0,22% ở châu Á, 4,12% từ các chủng tộc khác, và 1,19% từ hai hoặc nhiều chủng tộc. 10,09% dân số là người Hispanic hay Latino thuộc một chủng tộc nào. 40,5% là của Đức, 9,2% tiếng Anh, Ailen 7,3% và 6,7% gốc Mỹ theo điều tra dân số năm 2000.
Có 2.138 hộ, trong đó 32,10% có trẻ em dưới 18 tuổi sống chung với họ, 59,50% là đôi vợ chồng sống với nhau, 6,50% có một chủ hộ nữ và không có chồng, và 30,10% là không lập gia đình. 26,90% hộ gia đình đã được tạo ra từ các cá nhân và 13,00% có người sống một mình 65 tuổi hoặc lớn tuổi hơn là người. Cỡ hộ trung bình là 2,49 và cỡ gia đình trung bình là 3,03.
Trong quận tháp tuổi dân số được trải ra với 27,20% dưới độ tuổi 18, 7,20% 18-24, 24,40% 25-44, 24,20% từ 45 đến 64, và 17,00% từ 65 tuổi trở lên người. Độ tuổi trung bình là 40 năm. Đối với mỗi 100 nữ có 97,90 nam giới. Đối với mỗi 100 nữ 18 tuổi trở lên, đã có 95,60 nam giới.
Thu nhập trung bình cho một hộ gia đình trong quận đạt mức 30.235 USD, và thu nhập trung bình cho một gia đình là $ 36.673. Phái nam có thu nhập trung bình $ 27.107 so với 19.271 $ cho phái nữ. Thu nhập bình quân đầu người là 14.725 $. Có 10,00% gia đình và 14,70% dân số sống dưới mức nghèo khổ, bao gồm 20,00% những người dưới 18 tuổi và 10,30% của những người 65 tuổi hoặc hơn.